# 五木寛之の夜
『五木寛之の夜』（いつきひろゆきのよる）は、東京放送（TBSラジオ）の制作で1979年10月7日から2004年9月26日まで25年間にわたって放送されていた五木寛之（作家・エッセイスト）の冠番組、カネボウの一社提供。TBSが幹事局であるJRNの加盟局のうち、同局以外の基幹4局と北陸放送で時差ネットを実施していた。

## 出演者

### パーソナリティ
- 五木寛之（作家）

### 歴代アシスタント
- 三雲孝江（当時TBSアナウンサー）
- 太田光子
- グラシェラ・スサーナ

後期
- 有乃衣里彩（あるの・えりざ、旧名・柳里依（やなぎ・りえ））

## 番組概要
五木が各界の著名人を迎えて対談していたほか、自身の近況やリスナーから寄せられたメッセージを紹介。自身の著書をリスナー向けのプレゼントに提供していた。
レギュラー放送の期間中はリスナーによる投稿の手段がハガキと封書に限られていたが、リスナーに対しては、投稿やプレゼントの応募に厳しい条件を設定。差出人の名前に振り仮名を付けていないハガキや手紙を出したリスナーをプレゼント抽選の対象から除外するほどで、プレゼント当選者の発表に際しては、全員をフルネームで紹介することが多かった。
番組の初期には、TBSでの放送曜日・時間帯にちなんだ『土曜日の夜の九時』（石黒ケイの歌唱によるオリジナルソング）をテーマソングに使用していた。同局での放送時間が深夜へ移行してからは、テーマソングをジョー山中の作曲による『哀しみのフローレンス』（五木の原作による実写映画『戒厳令の夜』のテーマソング）へ変更するとともに、「深夜の友は真の友」というフレーズで始まるモノローグを五木がオープニングで語るようになった。この時期からは、五木が講演や著書のキャンペーンで東京以外の地方へ訪れた際に、当番組のリスナーが「深友」（しんゆう）と名乗り出ることも多かったという。
レギュラー放送は2004年9月で終了したが、TBSのみ2023年4月28日（金曜日）の20:00 - 21:00にノンスポンサーの特別番組『五木寛之の夜　ふたたび』として19年振りに放送。五木と有乃の出演で新たに収録した音源に加えて、レギュラー放送に内田裕也・奈良岡朋子（いずれも故人）・山下達郎が出演した回のアーカイブ音源の一部や、五木の作詞・尾崎紀世彦の歌唱による『内灘愁歌』などの曲を放送した。この特別番組では、五木が90歳にして企画や構成も手掛けた一方で、放送に際しては「一夜限りの復活」と銘打っていた。

## オープニングの台詞
| 「        | えー、「深夜の友は真の友」などといいますけれども、こんな時間に独りで起きている貴方はいったいどんな人なんだろうと、いろいろ考えながらマイクに向かっています。人生は短く、夜もまた短い。今日できることは明日に延ばして、せめてこの深夜の一時を。今、この放送を聞いていらっしゃる深夜の友に、限りない友情と共感を抱きつつお送りするミッドナイトメッセージ。『五木寛之の夜』です。 | 」 |
| —五木寛之 | |    |

## ネット局と放送時間
- 関東広域圏：TBSラジオ
  - 1979年10月 - 1980年3月　土曜 21:00 - 21:30
  - 1980年4月 - 1981年9月　日曜 1:30 - 2:00
  - 1981年10月 - 1984年3月　日曜 1:00 - 1:30
  - 1984年4月 - 1987年3月　月曜 0:30 - 1:00
  - 1987年4月 - 1998年3月　月曜 0:00 - 0:30
  - 1998年4月 - 2004年9月　日曜 23:30 - 24:00
    - 2000年3月までは東京放送（当時はテレビとの兼営局）、翌4月以降はTBSラジオ（東京放送からラジオ放送関連の事業・免許とJRN幹事局の地位を引き継いだグループ会社）で制作。

- 以下は番組終了時点のネット局と放送時間
  - 北海道：北海道放送（HBC）：月曜 0:00 - 0:30
  - 石川県：北陸放送（MRO）：月曜 0:00 - 0:30
  - 中京広域圏：中部日本放送（CBC）：日曜 23:00 - 23:30
  - 近畿広域圏：毎日放送（MBS）：月曜 0:55 - 1:25
  - 福岡県：RKB毎日放送（RKB）：日曜 23:30 - 24:00

放送期間中はいずれもテレビとの兼営局で、テレビ放送部門がJNN（基幹局はTBS→TBSテレビ）に加盟。MRO以外のネット局のテレビ放送部門は、TBS→TBSテレビとの間で五社連盟を結成していた。『ふたたびの夜』がTBSラジオで放送された時点では、HBC・MRO・RKBがテレビとの兼営体制を維持する一方で、CBCとMBSがラジオ放送関連の事業・免許とJRNへの加盟資格をグループ会社（CBCラジオとMBSラジオ）へ移管。
五社連盟に加わっていないMROで放送されていたのは、五木が石川県内へ一時居住していたことにもよる。